# Rio Anti Crow
O Rio Anti Crow é um pequeno rio localizado no "Arthur's Pass National Park", na região de Canterbury, na Nova Zelândia. É um afluente do rio Waimakariri e tem esse nome porque o seu vale é o oposto do vale  do rio Crow.